# Francescantonio Grimaldi (giurista)
Francescantonio Grimaldi (Seminara, 10 maggio 1741 – Napoli, 8 febbraio 1784) è stato un giurista e filosofo italiano, esponente dell'illuminismo italiano.

## Biografia
Nato in una famiglia aristocratica che faceva risalire le proprie origini alla nota famiglia di Genova, dei principi di Monaco (Grimaldi (famiglia)) apparteneva al ramo dei Grimaldi di Calabria e discendeva da Lanfranco secondo signore di Monaco. Ricevette la prima educazione dal padre, il marchese Pio Grimaldi di Seminara, un uomo colto che aveva cominciato a introdurre criteri di conduzione innovativi nelle sue proprietà terriere (peraltro non molto estese). Non essendo molto ricco, il padre lo avviò agli studi giuridici in previsione di una possibile professione forense. Francescantonio fu pertanto inviato a Napoli, dove si trovava già il fratello maggiore Domenico; all'Università conobbe il filosofo Antonio Genovesi e gli allievi di quest'ultimo. 
Esercitò per poco tempo la professione di avvocato, che abbandonò presto per dedicarsi ai grandi problemi sociali e intellettuali dell'età dei lumi. Se il riformismo di Giannone, per il suo carattere politico, aveva concentrato l'interesse speculativo sui rapporti fra lo Stato e la Chiesa, la scuola di Genovesi lo spostò dal campo giusnaturalistico a quello economico-sociale nel tentativo di indagare sulle cause dell'arretratezza del Mezzogiorno. 
Come il fratello Domenico, che nel frattempo si trasferito a Genova ed era stato accolto nel patriziato locale, anche Francescantonio Grimaldi cominciò a interessarsi alle vicende culturali e politiche della Repubblica di Genova: volle anch'egli essere iscritto fra i patrizi di quella città, esprimendo la convinzione che l'aristocrazia genovese avrebbe dovuto riprendere la funzione, svolta nei secoli precedenti, di classe dirigente della Repubblica. La sua cultura giuridica fu alla base della prima opera, in lingua latina, dedicata al diritto testamentario nel mondo classico. Fu pertanto fautore, all'opposto degli altri illuministi, del Fedecommesso, istituzione risalente alla Roma antica e prediletta dalla classe aristocratica.
Nel 1775 Francescantonio Grimaldi divenne maestro venerabile della loggia massonica Humanité, di rito francese, mentre alcuni fra i suoi più cari amici (per es., Domenico Cirillo, Francesco Longano, Francesco Mario Pagano, Gaetano Filangieri) aderivano a logge di rito inglese. 
Nel 1777 Francescantonio Grimaldi si dedicherà ad analizzare la questione dell'etica. Partendo dalla filosofia antica, egli cercò di analizzare il rapporto fra l'uomo e la società. Al di fuori della società l'uomo, in balia dei "sentimenti fisici", diventerebbe un bruto. Tali riflessioni saranno approfondite nel "Saggio sull'ineguaglianza umana" apparso in tre volumi negli anni 1779-1780. In opposizione al pensiero non solo di Morelly e Rousseau, ma anche degli altri illuministi napoletani quali Filangieri, Longano e Pagano, Grimaldi sostenne che, in natura, gli uomini non erano uguali e che le differenze, sia fisiche che morali, avevano origini soprattutto ambientali (per es., il clima, la diffusione delle malattie). La società era non uno stato di corruzione, ma lo stato "naturale" dell'uomo. La struttura gerarchica dell'Ancien Régime era giustificata dall'ineguaglianza degli uomini. La stessa educazione dei popoli non sarebbe riuscita ad appianare tali disuguaglianze.
L'ultima grande opera del Grimaldi furono gli Annali del Regno di Napoli, un'opera storiografica sul modello degli Annali d'Italia del Muratori. Grimaldi pubblicò i primi cinque tomi; la morte gli impedì di completare l'opera che fu proseguita per altri tre tomi dall'amico Giuseppe Cestari, il futuro autore della Costituzione repubblicana del 1799.
L'ultima attività del Grimaldi fu la Descrizione de' tremuoti accaduti nella Calabria nel 1783, in seguito al terremoto del 1783, pubblicata postuma a cura di Cestari, il quale nell'introduzione anonima "Lettera a un amico" diede notizia della morte del Grimaldi.

## Opere
- Francisci AntonI Grimaldi, De successionibus legitimis in vrbe Neapolitana systema. Pars prima in qua ius Graecum Neapolitanum vetus, & ius omne Romanum a 12 tabulis ad Iustinianum vsque absolutissime expenditur, Neapoli: ex typographia Simoniana, 1766
- Lettera sopra la musica all'eccellentissimo signore Agostino Lomellini già doge della serenissima repubblica di Genova, Napoli, 1766
- La vita di Ansaldo Grimaldi patrizio genovese, illustrata con riflessioni politiche, e morali, e con una brieve narrazione del governo politico della Repubblica di Genova dalla sua origine insino all'anno 1528, In Napoli: nella Stamperia Raimondiana, 1769
- La vita di Diogene Cinico scritta da Francescantonio Grimaldi, In Napoli: nella stamperia di Vincenzo Mazzola-Vocola, 1777
- Riflessioni sopra l'ineguaglianza fra gli uomini. Di Francescantonio Grimaldi. Parte I-III, In Napoli: presso Vincenzo Mazzola-Vocola, impressore di sua maestà, 1779-1780 (a cura di Franco Crispini, Vibo Valentia : Sistema Bibliotecario Vibonese, 2000)
- Annali del Regno di Napoli di Francescantonio Grimaldi dedicati a Ferdinando IV. re delle Due Sicilie. Epoca I. Dal primo anno dell'edificazione di Roma sino alla fine del quarto secolo dell'era cristiana., Napoli : presso Giuseppe-Maria Porcelli librajo, 1781
- Annali del Regno di Napoli di Francescantonio Grimaldi. Epoca II. Dall'anno 409. dell'era volgare, sino all'anno 1211, Napoli : presso Giuseppe-Maria Porcelli librajo, 1783
- Descrizione de' tremuoti accaduti nelle Calabrie nel 1783, opera postuma di Francesco Antonio Grimaldi, Napoli : presso Giuseppe-Maria Porcelli, 1784 (a cura di Saverio Napolitano, Bordighera: Manago, 1984)